# Turgeon (Nouveau-Brunswick)
Pour les articles homonymes, voir Turgeon.
Turgeon était un village canadien situé dans le comté de Gloucester, au nord-est du Nouveau-Brunswick. Le village eut un bureau de poste de 1905 à 1966. Le village deviendra une partie de Belledune et son site est désormais occupé par des usines. Un chemin porte toujours le nom de Turgeon.
Il y avait aussi un village du nom de Turgeon-Station, situé légèrement plus au sud.